# 卡尔卡松宗教裁判所博物馆
宗教裁判所博物馆（Musée de l'inquisition）或酷刑博物馆（Musée de la torture）位于法国奥德省卡尔卡松卡尔卡松城堡的中心。 

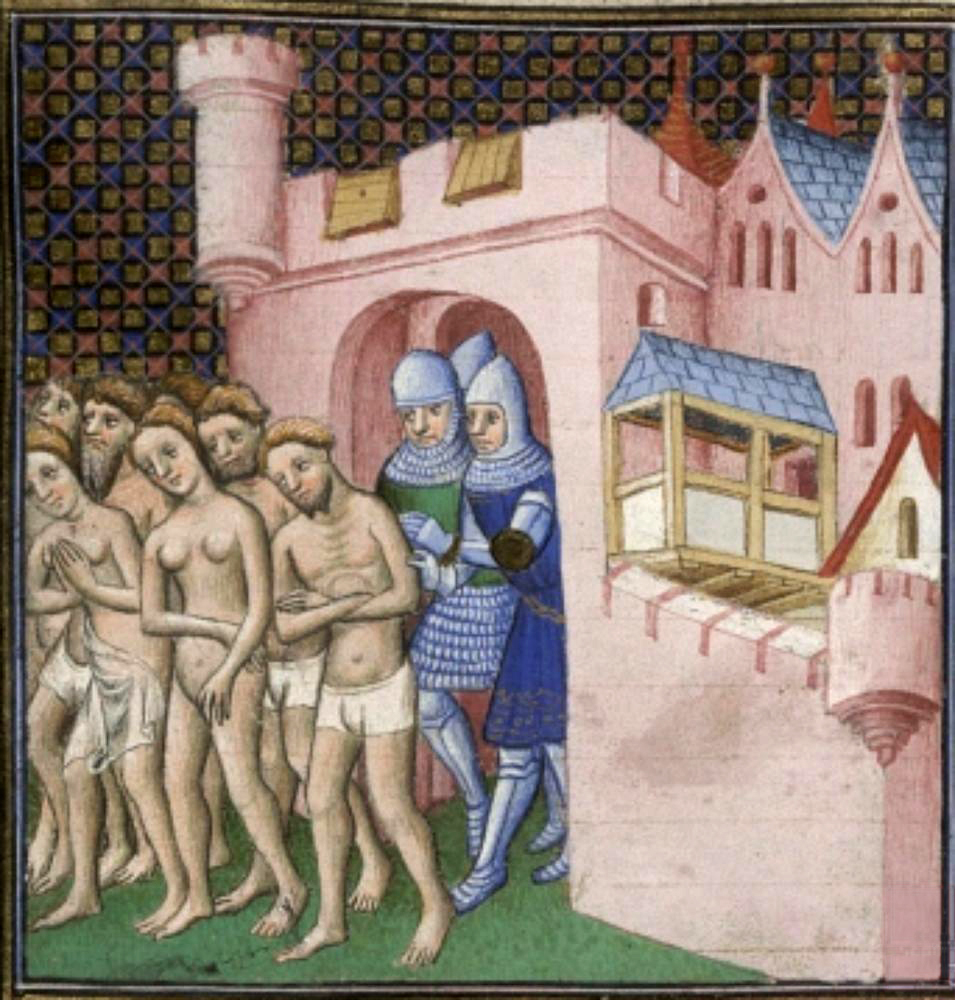
卡尔卡松居民于1209年被驱逐出该市

1234年，在卡尔卡松设立了一个宗教裁判所，多明我会从教宗额我略九世那里获得了追捕和审判异端的权力，他们住进卡尔卡松城堡的法院大楼（Tour de Justice）里。1237年，镇压是无情的，审判官费里尔采取了特别有力的行动，被称为“异端的锤子”。1286年，卡尔卡松法官（Consul）甚至向法国国王腓力四世投诉该地宗教裁判所的残忍。
1303年，人们对虐待感到愤怒，他们得到了被压迫者的捍卫者、方济各会会士伯纳德·米利克斯（Bernard Délicieux）的支持，驱逐了宗教裁判所所长。他受到折磨，被判无期徒刑，他的亲属被绞死。
卡尔卡松宗教裁判所于1321年重新建立，最后一位，吉勒姆·贝利巴斯特（Guilhem Bélibaste）在泰尔默内斯红城被活活烧死。
这里展出的大量酷刑工具以及许多版画来自欧洲各国。然而，其中许多展品的真实性非常值得怀疑，例如铁处女只是19世纪发明的产物。